# Ninja (guerrilla)
Los Ninjas fueron una milicia en la República del Congo, el cual participó en guerras numerosas e insurgencias durante los años 90´s y 2000´s. Los Ninjas fueron formados por el político Bernard Kolélas a principios de los años 90´s y fueron comandados por Frédéric Bintsamou, alias Pastor Ntoumi, cuándo Kolelas estuvo en el exilio.
La milicia luchó los seguidores de Pascal de Presidente Lissouba en la Guerra Civil de 1993. Durante el conflicto de 1997-99 , se unieron con fuerzas de Lissouba contra los seguidores de Presidente Denis Sassou Nguesso. Después de la victoria de Sassou Nguesso en esta Guerra Civil, los Ninjas siguieron lucharon con una insurgencia contra el gobierno en el departamento del Pool. El conflicto del Pool escaló en una serie de enfrentamientos violentos en 2002 y 2003,después de lo cual el liderazgo Ninja finalmente abandonó su lucha armada. Ntoumi anunció la disolución de los Ninjas en 2008, pero resurgieron en 2016, comenzando la guerra del Pool.

## Carácter e ideología

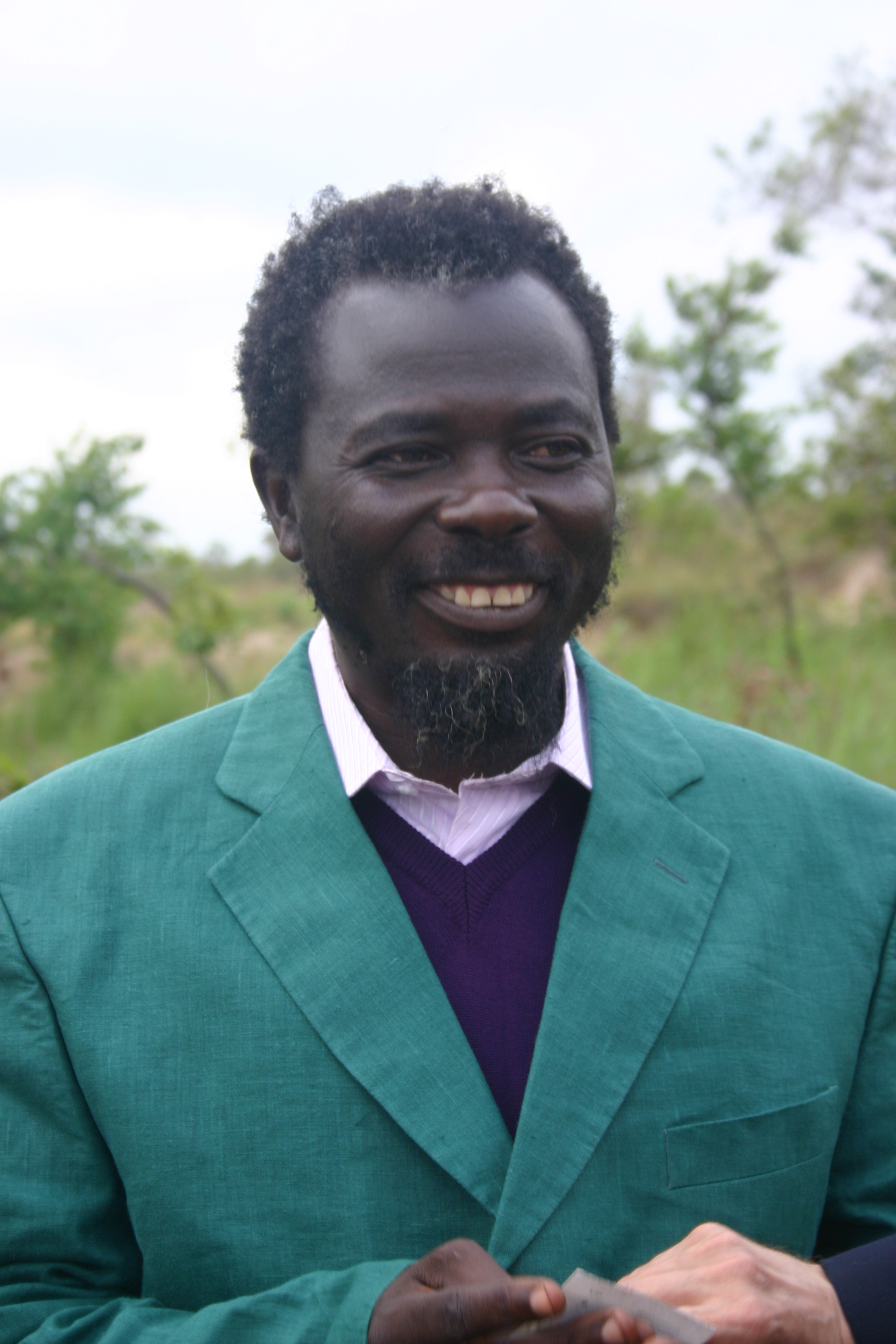
Frederick Bintsamou también conocido como Pastor Ntoumi.

Formado originalmente a Bernard Kolélas, la milicia Ninja fue estuvo asociada con el Bakongo grupo étnico. La milicia fue nombrada en honor de los ninjas del Japón feudal. El comandante en campo de los Ninjas, el Pastor Ntoumi, ha sido descrito como dirigente de un culto y un "pastor mesiánico". En 2003, mencionó a un periodista que el Espíritu Santo le dijo que reviviera a los Ninjas. Los milicianos usualmente visten con ropa púrpura (simbolizando sufrimiento), y el uso de rastas en su cabello. También creían que el Apocalipsis estaba cerca.  Un dirigente Ninja clamó en un informe del año 2000 que había "casi 16,000 Ninjas en la región de Pool". Según un reportaje del IRIN, los analistas creyeron que Ntoumi tenía en su mandó "sólo unos cuantos centenares de luchadores y hasta 3000 pobremente adheridos", los últimos de los cuales estaban divididos y sin entusiasmo..

## Historia

### Años 90: Fundación y Guerra Civil
La República del Congo, anteriormente República Popular del Congo (1970–1991), se abolió su sistema marxista-Leninista en 1991. En el nuevo estado multipartidista, los líderes políticos rivales formaron sus propias milicias. Denis Sassou Nguesso, el expresidente formó la milicia Cobra. Pascal Lissouba, presidente electo desde 1992, formó la Guardia Ministerial, o milicia Cocoye, y la milicia Zulú. Bernard Kolélas, dirigente del Mouvement Congolais verter la Démocratie et la Développement Integral (MCDDI) formó a los Ninjas, recrutados de su partido. Después de las disputadas elecciones de 1993, comenzó un violento conflicto entre las milicias. En este conflicto, que duró hasta 1994, los Ninjas se aliaron con los Cobras de Sassou Nguesso en contra los Cocoyes de Lissouba. En diciembre de 1995, los participantes en el conflicto firmaron un tratado de paz donde estuvieron de acuerdo con que los milicianos de 18 a 24 años serían integrados a la gendarmería y fuerza policial. La UNESCO también lanzó un plan para desarmar las milicias. Estos programas para pacificar el país fueron controvertidos y fracasados, y las milicias sobrevivieron. Durante el tiempo de paz, la moral entre los Ninjas se resintió debido a la falta de pagos..
La guerra civil de la república del Congoempezó en junio  de 1997, cuándo los seguidores de Presidente Lissouba (incluyendo el Ejército, las milicias Cocoye, Zulu, y Mamba) chocaron con seguidores de Denis Sassou Nguesso (incluyendo la milicia Cobra y simpatizantes Sassou Nguesso en el ejército). Kolélas, entonces Alcalde de Brazzaville, era inicialmente neutro. Los Ninjas controlaron los  distritos de Brazzaville, Bacongo y Makélékélé por lo tanto sufrió muchas menos bajas que el resto de la ciudad durante los primeros meses de la guerra. En septiembre, Kolélas se puso del lado de Lissouba y fue instalado como primer ministro. Los Ninjas entraron así en la guerra del lado de Lissouba.. La alianza entre el Ninjas y los  Cocoyes se formalizó con la fundación del Movimiento Nacional para la Liberación del Congo (MNLC), pero los líderes ninja como Claude-Ernest Ndalla y Willy Matsanga se opusieron a la alianza y desertaron con sus hombres al lado de Sassou Nguesso..
Las fuerzas de Sassou Nguesso apoyados por Angola, tomaron el control de Brazzaville en octubre de 1997, y derrocó al gobierno de Lissouba. Sassou Nguesso regreso a la presidencia. Los Ninjas entonces se refugiaron al Departamento de Pool y lucharon en una insurgencia contra el nuevo gobierno. En 1999, los dirigentes de los Ninjas y Cocoyes firmados un acuerdo de alto el fuego. Siguiendo el alto el fuego y derrotas en contra fuerzas de gobierno, aproximadamente 2000 Ninjas y Cocoyes rendidos al gobierno. Tras el alto el fuego y las derrotas contra las fuerzas gubernamentales, unos 2000 Ninjas y Cocoyes se rindieron ante el gobierno. El acuerdo de alto el fuego fue condenado por Kolélas. En 1999, fuentes estadounidenses especularon que Kolélas y Lissouba ya no tenían el control de sus milicias.

### Años 2000: Insurgencia en el Pool

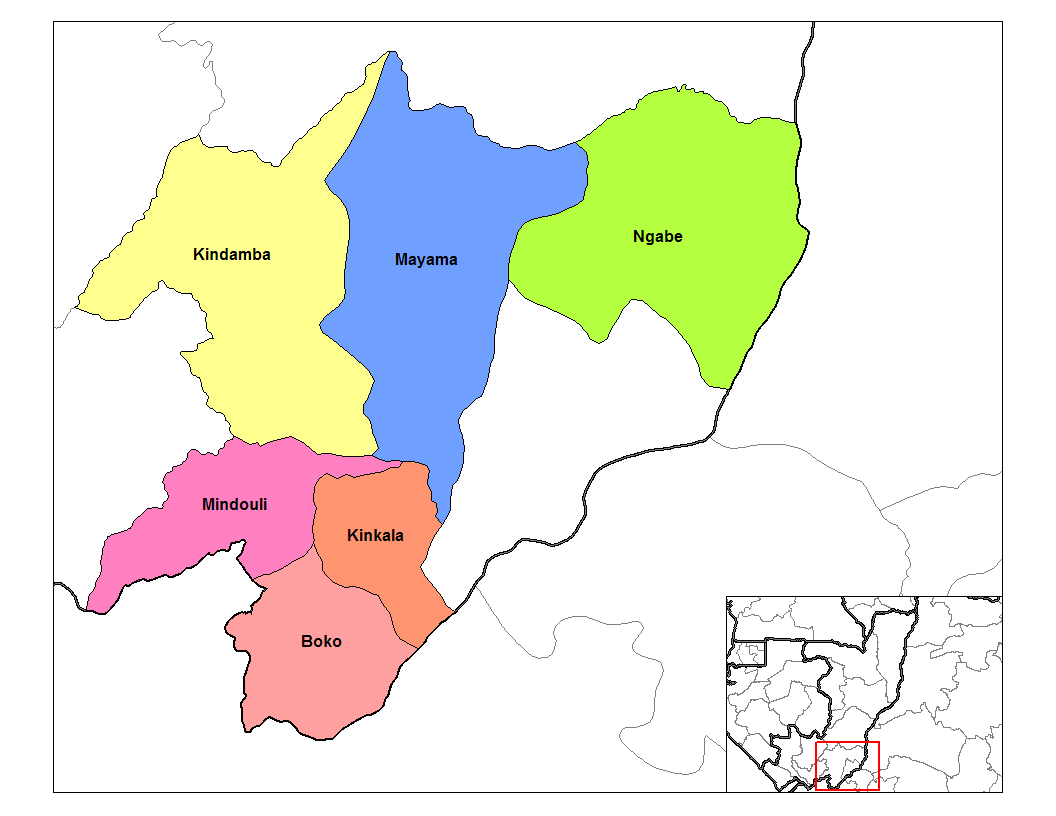
El mapa que muestra distritos de Pool así como la ubicación del departamento dentro de la República del Congo.

Se reportaron varios enfrentamientos importantes entre fuerzas federales y Ninjas entre 2002 y 2003, resultando en grandes pérdidas civiles. En marzo de 2003, dirigentes Ninjas firmaron acuerdos con el gobierno para cesar hostilidades en el departamento. A pesar de los acuerdos de paz, muchos milicianos quedaron activos, y partícipes en robos de civiles y robos de trenes. Hasta 2009, varias células Ninja seguían presentes en el sur del departamento.
En junio de 2007, Ntoumi anunciado que los Ninjas  "iban hacía una oposición constructiva" y están determinado "para trabajar para paz en Pool y a través del país". Los milicianos Ninja comandados por Ntoumi quemaron alrededor 100 de sus armas en una ceremonia en Kinkala. El 10 de junio de 2008, el Programa Nacional de Desmovilización, Desarme y Reintegración (NPDDR por sus siglas en inglés), con el objetivo de reintegrar a los excombatientes de las guerras de las décadas de 1990 y 2000 a la sociedad civil. Ntoumi habló en el lanzamiento en Kinkala y anunció la disolución de los Ninjas. Esté se le había ofrecido un puesto en el gobierno en septiembre de 2007, pero permaneció escondido hasta diciembre de 2009, cuando fue a Brazzaville para asumir el cargo..
Bernard Kolélas murió en París en 2009.

### 2010-2020 : Guerra del Pool

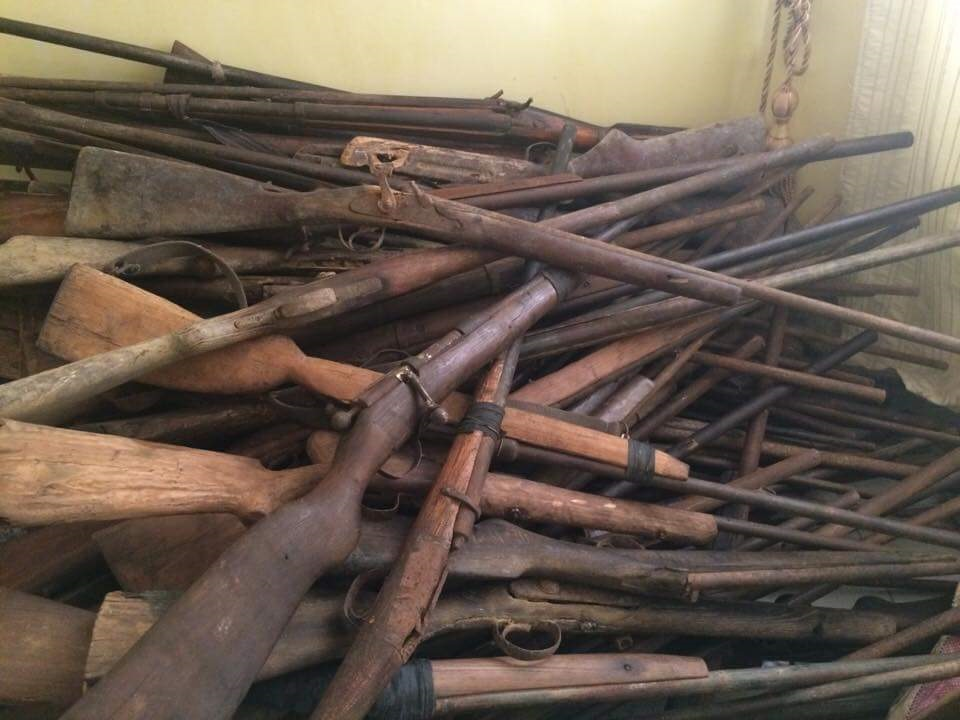
Los rifles entregados por los Ninjas en 2019.

En 2016, Bintsamou levantó sus fuerzas después de las impugnadas modificaciones de la constitución por parte del presidente Sassou-Nguesso. El 4 de abril de 2016, el gobierno congoleño acusó a la milicia Ninja milicia de atacar a las fuerzas de seguridad. La milicia negó las acusaciones, llamándoles pretexto falso para su represión política. La violencia continuó con acciones como choques contra las fuerzas de seguridad  congoleñas y ataques en trenes por parte de los guerrilleros. El gobierno congoleño y los Ninja firmaron un acuerdo de alto el fuego el 23 de diciembre de 2017. Según los términos del acuerdo, los ninjas debían entregar sus armas y dejar de interferir en el comercio entre las ciudades de Brazzaville y Pointe-Noire.

## Violaciones a derechos humanos
Según un informe del USCIS  del año 2000 había " numerosos informes creíbles de graves violaciones de derechos humanos cometidos por fuerzas Ninja ... Incluyendo toma de rehenes, tortura y asesinatos extrajudiciales." Un informe de Amnistía Internacional  citado por USCIS declaró que "de junio al 1997, se reporto que combatientes Ninja y Cocoye habían perpetrado centenares de asesinatos y posiblemente de miles de civiles desarmados en barricadas en sus baluartes en Bacongo y Makélékélé."